# Заамінська гребля
Заамінська гребля — гідротехнічна споруда на сході Узбекистану.
Греблю спорудили в 1987 році на річці Заамінсу, що дренує північний схил Туркестанського хребта та хребта Мальгузар і первісно була лівою притокою Сирдар'ї (наразі води повністю розбираються для господарської діяльності).
У межах проєкту долину річки перекрили земляною (гравійно-галечниковою) греблею з водонепроникним ядром із суглинку висотою 73,5 метра, довжиною 408 метрів та шириною по гребеню 10 метрів, яка потребувала 423 тис. м3 матеріалу.
Гребля утримує водосховище з нормальним рівнем поверхні на позначці 917 метрів НРМ, якому відповідають об'єм 51 млн м3 (з них близько 20 млн м3 належать до мертвого об'єму) та площа поверхні 14 км2. Водосховище має довжину 3,24 км та максимальну ширину 0,78 км.
Греблю звели з метою іригації, що дало змогу забезпечити зрошення 7,82 тис. гектарів.
Наприкінці 2010-х біля підніжжя греблі облаштували мікро-ГЕС потужністю 0,2 МВт.